# ميكي روس
ميكي روس (بالإنجليزية: Mickey Ross)‏ هو متزحلق جبال الألب نيوزيلندي، ولد في 8 أغسطس 1980 في أوامرو ‏ في نيوزيلندا.

## وصلات خارجية
- ميكي روس على موقع أوليمبيديا (الإنجليزية)